# Mathilde de Morny
Mathilde de Morny (Parigi, 26 maggio 1863 – Parigi, 29 giugno 1944) è stata una nobile, pittrice e scultrice francese, nota anche coi soprannomi di Missy, col suo pseudonimo artistico di Yssim (anagramma di Missy), Max, Oncle Max ("zio Max") e Monsieur le Marquis (per il titolo di marchesa di Belbeuf acquisito per matrimonio).

## Biografia

### La famiglia
Quarta ed ultima figlia di Charles de Morny, duca di Morny e di sua moglie, la principessa russa Sof'ja Sergeevna Trubeckaja, Mathilde apparteneva ad una famiglia con fervidi legami con l'aristocrazia francese ed internazionale: suo padre era infatti figlio di Charles Joseph, conte de Flahaut e di Ortensia di Beauharnais e quindi fratellastro di Napoleone III, mentre si mormorava che sua madre fosse figlia illegittima dello zar Nicola I di Russia.

Sua bisnonna paterna era Giuseppina di Beauharnais, prima moglie di Napoleone Bonaparte, mentre il suo bisnonno paterno era stato Charles-Maurice de Talleyrand-Périgord, uno dei ministri chiave del governo napoleonico in Francia prima e della restaurazione borbonica di Luigi XVIII poi. La sua bisnonna paterna, Adelaide Filleul, era inoltre una figlia illegittima di re Luigi XV di Francia e dunque zia dei sovrani Luigi XVI, Carlo X e dello stesso Luigi XVIII.

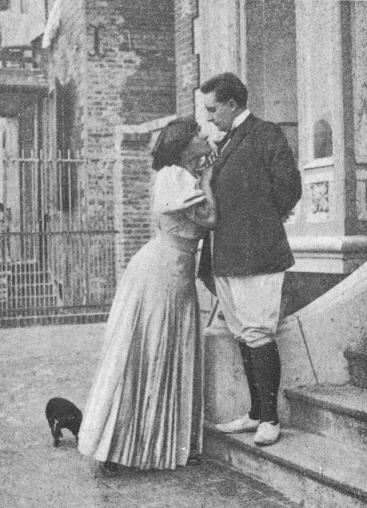
Colette e Mathilde “Missy” de Morny

Ebbe un'ottima educazione per l'epoca durante la sua giovinezza e studiò scultura e pittura con maestri come il conte Saint-Cène ed Édouard-Gustave-Louis Millet de Marcilly. Malgrado questo fu particolarmente carente di affetti famigliari e sovente si dedicava alla caccia col patrigno, il duca di Sesto, in Castiglia.

### Un personaggio eccentrico
Gran parte della sua fama la dovette alla condotta stravagante della sua vita che la rese una delle celebrità più in vista della Belle Époque parigina e, malgrado il suo matrimonio nel 1881 col dichiaratamente omosessuale Jacques Godart, VI marchese di Belbeuf (1850-1906), da cui divorziò nel 1903, ella fu sempre apertamente favorevole ad intraprendere relazioni con altre donne. Per quanto l'amore lesbico potesse essere considerato "di tendenza" per l'epoca, venne pesantemente attaccata per questo motivo oltre che per la sua moda di portare abiti maschili e mostrare comportamenti spiccatamente da uomini.
All'epoca una donna che indossava dei pantaloni poteva scandalizzare anche se era legalmente autorizzata a farlo, come era già accaduto a Rosa Bonheur. Mathilde portava anche i capelli corti e fumava regolarmente il sigaro. Contrariamente a quanto sostenuto da alcuni, non vi è evidenza della teoria secondo la quale si sarebbe sottoposta ad un intervento di isterectomia o mastectomia. Di lei si occupò anche la rivista Vanity Fair nel 1882, descrivendola "non bella ma originale". Grazie alla sua personalità ed alla sua fortuna, Mathilde de Morny divenne amante di diverse donne a Parigi, tra cui Liane de Pougy e Colette.
Dall'estate del 1906 in poi visse stabilmente con Colette alla villa Belle Plage a Le Crotoy, dove Colette scrisse les Vrilles de la vigne e la Vagabonde che vennero poi portate sullo schermo grazie agli adattamenti di Musidora. Il 3 gennaio 1907 Mathilde e Colette crearono una pantomima dal titolo Rêve d'Égypte ("sogno d'Egitto") al Moulin Rouge, nella quale Mathilde diede scandalo nel ruolo di un egittologo che dava un bacio lesbico in una scena d'amore a quella che era veramente la sua amata, al punto che le repliche vennero sospese dal prefetto di polizia Louis Lépine. Da quel momento in poi le due non si fecero più di tanto vedere insieme in pubblico, anche se la loro relazione perdurò sino al 1912. Mathilde ispirò anche il personaggio di La Chevalière nel racconto di Colette Le Pur et l'Impur.

### Gli ultimi anni

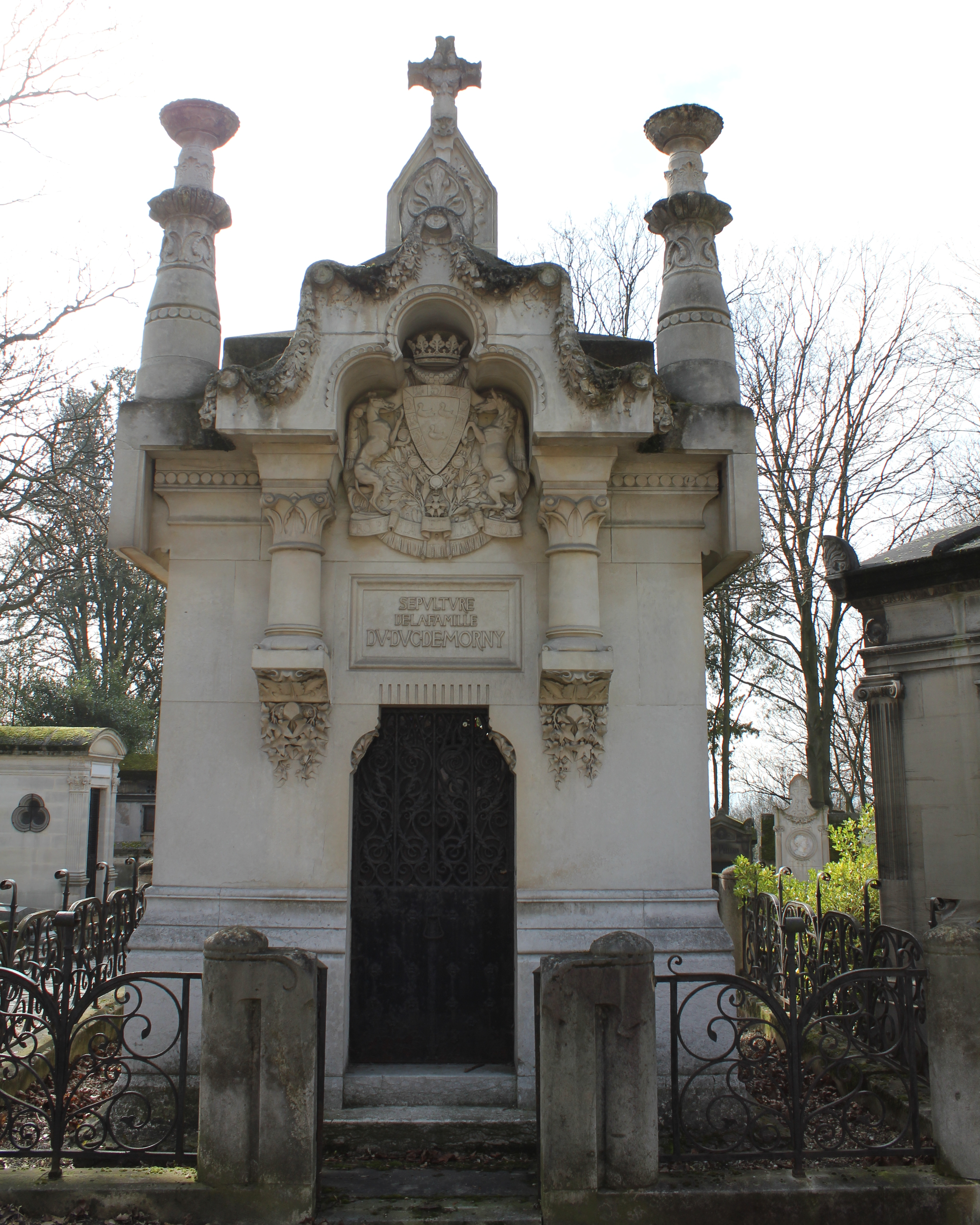
La cappella della famiglia de Morny al cimitero di Père-Lachaise a Parigi

Il 21 giugno 1910 la coppia acquistò il castello di Rozven a Saint-Coulomb in Bretagna (il suo proprietario, il barone du Crest, si rifiutò di concludere la vendita dal momento che Mathilde era vestita da uomo e pertanto fu Colette a concludere l'atto di vendita) - lo stesso giorno in cui il tribunale della Senna si pronunciava sul divorzio di Colette da Henry Gauthier-Villars, scrittore e noto per la sua spiccata infedeltà coniugale. Quando Mathilde e Colette si separarono l'anno successivo, Colette mantenne il diritto della casa per sé.
Alla fine del maggio del 1944 Mathilde tentò un hara-kiri ma venne fermata prima dell'inizio del rituale. Sull'orlo della rovina e disperata, si suicidò con le esalazioni del monossido di carbonio della propria cucina a gas alle 15.00 del 29 giugno 1944 a Parigi. Dei suoi funerali si occupò l'amico Sacha Guitry. Venne sepolta nel cimitero parigino di Père-Lachaise, nella cappella di famiglia.

## Ascendenza
|                                   |   |                                        | Genitori                                |  |  | Nonni |  |  | Bisnonni                               |  |  | Trisnonni                             |  |
|                                   |   |                                        |                                         |  |  |       |  |  | Charles-Maurice de Talleyrand-Périgord |  |  | Charles Daniel de Talleyrand-Périgord |  |
|                                   |   |                                        |                                         |  |  |       |  |  | Charles-Maurice de Talleyrand-Périgord |  |  | Charles Daniel de Talleyrand-Périgord |  |
|                                   |   | Alexandrine Victoire Eléonore de Damas |                                         |  |  |       |  |  | Charles-Maurice de Talleyrand-Périgord |  |  |                                       |  |
| Charles Joseph, conte de Flahaut  |   |                                        |                                         |  |  |       |  |  | Charles-Maurice de Talleyrand-Périgord |  |  |                                       |  |
|                                   |   | Adelaide Filleul de Souza-Botelho      | Luigi XV di Francia                     |  |  |       |  |  |                                        |  |  |                                       |  |
|                                   |   | Adelaide Filleul de Souza-Botelho      | Luigi XV di Francia                     |  |  |       |  |  |                                        |  |  |                                       |  |
|                                   |   | Adelaide Filleul de Souza-Botelho      | Marie Irène Cathérine de Buisson        |  |  |       |  |  |                                        |  |  |                                       |  |
| Charles de Morny                  |   | Adelaide Filleul de Souza-Botelho      |                                         |  |  |       |  |  |                                        |  |  |                                       |  |
|                                   |   | Alexandre de Beauharnais               | François de Beauharnais                 |  |  |       |  |  |                                        |  |  |                                       |  |
|                                   |   | Alexandre de Beauharnais               | François de Beauharnais                 |  |  |       |  |  |                                        |  |  |                                       |  |
|                                   |   | Alexandre de Beauharnais               | Marie Henriette Pyvart de Chastullé     |  |  |       |  |  |                                        |  |  |                                       |  |
| Ortensia di Beauharnais           |   | Alexandre de Beauharnais               |                                         |  |  |       |  |  |                                        |  |  |                                       |  |
|                                   |   | Giuseppina di Beauharnais              | Joseph-Gaspard de Tascher de la Pagerie |  |  |       |  |  |                                        |  |  |                                       |  |
|                                   |   | Giuseppina di Beauharnais              | Joseph-Gaspard de Tascher de la Pagerie |  |  |       |  |  |                                        |  |  |                                       |  |
|                                   |   | Giuseppina di Beauharnais              | Rose-Claire des Vergers de Sanois       |  |  |       |  |  |                                        |  |  |                                       |  |
| Mathilde de Morny                 |   | Giuseppina di Beauharnais              |                                         |  |  |       |  |  |                                        |  |  |                                       |  |
|                                   | … | …                                      |                                         |  |  |       |  |  |                                        |  |  |                                       |  |
|                                   | … | …                                      |                                         |  |  |       |  |  |                                        |  |  |                                       |  |
|                                   | … | …                                      |                                         |  |  |       |  |  |                                        |  |  |                                       |  |
| Sergej Vasil'evič Trubeckoj       | … |                                        |                                         |  |  |       |  |  |                                        |  |  |                                       |  |
|                                   |   | …                                      | …                                       |  |  |       |  |  |                                        |  |  |                                       |  |
|                                   |   | …                                      | …                                       |  |  |       |  |  |                                        |  |  |                                       |  |
|                                   |   | …                                      | …                                       |  |  |       |  |  |                                        |  |  |                                       |  |
| Sof'ja Sergeevna Trubeckaja       |   | …                                      |                                         |  |  |       |  |  |                                        |  |  |                                       |  |
|                                   |   | …                                      | …                                       |  |  |       |  |  |                                        |  |  |                                       |  |
|                                   |   | …                                      | …                                       |  |  |       |  |  |                                        |  |  |                                       |  |
|                                   |   | …                                      | …                                       |  |  |       |  |  |                                        |  |  |                                       |  |
| Ekaterina Petrovna Musina-Puškina |   | …                                      |                                         |  |  |       |  |  |                                        |  |  |                                       |  |
|                                   |   | …                                      | …                                       |  |  |       |  |  |                                        |  |  |                                       |  |
|                                   |   | …                                      | …                                       |  |  |       |  |  |                                        |  |  |                                       |  |
|                                   |   | …                                      | …                                       |  |  |       |  |  |                                        |  |  |                                       |  |
|                                   |   | …                                      |                                         |  |  |       |  |  |                                        |  |  |                                       |  |